# La Fille du pêcheur
La Fille du pêcheur (ou La Mendiante) est une peinture à l'huile sur toile du peintre russe Ilia Répine composée en 1874 et conservée au musée régional d'art d'Irkoutsk. Elle mesure 74 × 50 cm.

## Description
Ce portrait de genre représente une fillette blonde les cheveux ébouriffés vêtue pauvrement tenant un filet dans les mains et regardant vers le bas au fond d'un champ de blé, l'air mélancolique, devant des coquelicots et des bleuets au mois de juin.

## Histoire
Ce tableau a été composé lors du premier séjour de Répine en France, alors qu'il était boursier. Il passe l'été 1874 à Veules-les-Roses, au bord de la mer en Normandie, sur les conseils du peintre de marines, Alexeï Bogolioubov. Ce dernier appréciait cette région qu'il avait découverte par l'entremise du peintre Eugène Isabey. Ce séjour normand fut une expérience importante pour la peinture en plein air de Répine qui y peignit d'autres œuvres comme Cheval pour le ramassage des galets sur la plage de Veules (1874) conservé à la galerie Tretiakov de Moscou.
L'œuvre a été achetée directement par le collectionneur et futur maire d'Irkoutsk, Vladimir Soukatchiov (1849-1920), lors d'une visite à l'atelier de l'artiste, après quoi La Fille du pêcheur s'est retrouvée à Irkoutsk. Au milieu du XXe siècle, la galerie Tretiakov s'intéresse à cette peinture et sollicite le musée d'Irkoutsk pour échanger ce tableau contre une autre œuvre de Répine et deux portraits de Sourikov. Alexeï Fatianov, qui dirige alors le musée d'art d'Irkoutsk réussit à défendre le droit du musée d'Irkoutsk sur cette peinture à la suite de longues négociations.
Ce tableau a été présenté à l'exposition Répine du Petit Palais à Paris du 5 octobre 2021 au 23 janvier 2022.